# Silvanoprus orientalis
Silvanoprus orientalis es una especie de coleóptero de la familia Silvanidae.

## Distribución geográfica
Habita en Sumatra, Célebes y Java.